# Ricardo.ch
Ricardo Groupe (Ricardo-Gruppe en Allemand) est spécialisé dans l'acquisition et le développement de sites européens de vente C2C & B2C (prix fixes, enchères ou petites annonces). La société est une entité de Tamedia.

## Historique
La société est fondée initialement sous le nom ricardo.de le 21 juillet 1998 par Stefan Glänzer, Christoph linkwitz et Stefan Wiskemann. Elle atteint une capitalisation boursière de 1.8 Milliard d'euros au printemps 2000. En novembre 2000, la société anglaise QXL.com (qui deviendra Tradus en 2008) acquiert 90 % du capital social de ricardo.de AG. Le groupe change alors de nom pour QXL Ricardo Plc.
Dans le même temps, des sites aux activités similaires voient le jour dans d'autres pays tels que Aucland.fr en France, auktion24.ch en suisse avant d'être rachetés par le groupe entre 1999 et fin 2007.
Le 7 novembre 2007, après une nette progression du prix de son action, la société annonce être approchée par un acheteur potentiel dont le nom reste inconnu. Des spéculations sont relayées au travers de la presse,, jusqu'en mi-décembre où le nom de la société Naspers apparait comme la candidate la plus probable du rachat pour £17 par action soit un montant total de £750 millions,,.
Courant 2013, le groupe change une nouvelle fois de nom et s'appelle ainsi Ricardo Groupe (ricardo-Gruppe). Parmi les sociétés ou domaines d'activité stratégiques actuellement représentés par le groupe, on distingue ricardo.ch, ricardoshops.ch, olx.ch (anciennement ricardolino.ch), auto.ricardo.ch, ricardo.gr, trendsales.dk et 7pixel.it.
L’entreprise emploie environ 300 personnes dont 140 à son siège social de Zoug mais également en France à Sophia-Antipolis et en Ukraine à Kiev, ses centres de développement.

## Ricardo.ch
L'entreprise ricardo.ch SA est une société suisse créée en novembre 1999 sous le nom d'auktion24.ch à Baar (ZG). Avec deux millions de membres, presque trois millions d’articles en vente et un volume d’affaires dépassant les 660 millions de francs suisses (490 millions d’euros de transactions entre membres) par an, le site ricardo.ch du groupe ricardo se positionne dans le top 10 des sites par fréquentation (source Alexa au 04/2014).

## Acquisitions
| Société                | Prix d'acquisition    | Date          |
| ---------------------- | --------------------- | ------------- |
| Humpty Dumpty/eSwap    | £3.1 million          | Juillet 1999  |
| QXL Auksjon Norge AS   | £13.2 million         | Décembre 1999 |
| QXL Denmark ApS        | £6.6 millions         | Janvier 2000  |
| QXL Poland Sp. z o. o. | $75,000               | Mars 2000     |
| ibilive NV             | £6.8 millions         | Avril 2000    |
| Idefi SA               | £2.5 millions         | Avril 2000    |
| Bidlet AB              | £62.2 millions        | Juin 2000     |
| ricardo.de AG          | £44.8 millions        | Novembre 2000 |
| Aucland.fr             | négligeable           | Juillet 2002  |
| Ceneo SA               | £732,000              | Décembre 2006 |
| Molotok.ru             | £1.5 million          | Octobre 2007  |
| Trendsales.dk          | environ £12+ millions | Novembre 2010 |